# Ференц Конрад
Ференц Конрад (угор. Ferenc Konrád, 17 квітня 1945 — 21 квітня 2015) — угорський ватерполіст.
Олімпійський чемпіон 1976 року, срібний призер 1972 року, бронзовий призер 1968 року.
Чемпіон світу з водних видів спорту 1973 року, срібний призер 1975 року.
Чемпіон Європи з водного поло 1974 року, срібний призер 1970 року.
Переможець літньої Універсіади 1965 року.